# Lajb Fuks
Lajb Fuks (geboren 1908 in Polen; gestorben 1990) war ein polnisch-niederländischer Judaist, jüdischer Gelehrter und Bibliothekar.

## Leben
Fuks immigrierte 1934 nach Holland, war ab 1946 zunächst als Assistenzbibliothekar an der Bibliotheca Rosenthaliana der Universität Amsterdam angestellt und von 1949 bis zu seiner Pensionierung 1973 dort Bibliothekar. Ab 1964 war er Dozent für Ivrit und jiddisch sowie altjiddische Literatur- und Sprachgeschichte an der Universität Amsterdam.

## Werke (Auszüge)
- The oldest known literary documents of yiddish literature, Leiden : E. J. Brill, 1957.
- Die hebräischen und aramäischen Quellen des altjiddischen Epos Melok̄îm-Bûk̄, Assen, [1964]
- Hebrew and Judaic Manuscripts in Amsterdam Public Collection
- Lajb Fuks; R G Fuks-Mansfeld: Hebrew and Judaic manuscripts in Amsterdam public collections. Leiden, Brill, 1973-[1]